# 蝦龍糊
蝦龍糊（英語：Lobster sauce）是一種源自美國的醬汁，主要由蝦、龍蝦及雞湯烹調而成，通常加入炒香的蒜和洋蔥，有時還會加入免治豬肉或打入雞蛋，但不會加入奶油，該種醬汁可配合米飯或意大利粉進食，被認為是一種受到粵菜影響的美式中餐醬汁。